# Johannès Kreisler
Pour les articles homonymes, voir Kreisler.

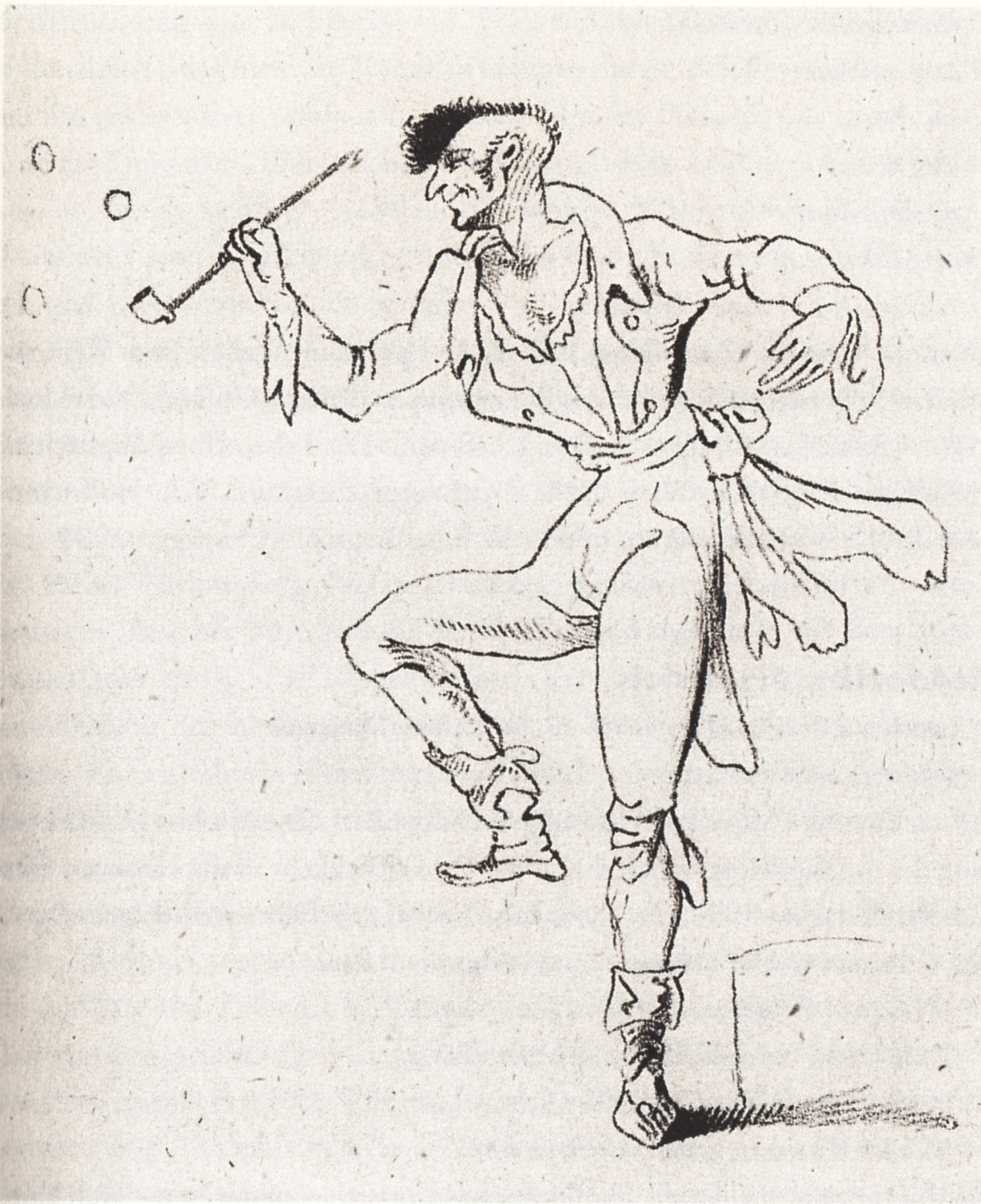
Le maître de chapelle Johannès Kreisler, dessiné par Hoffmann.

Le maître de chapelle Johannès Kreisler est un personnage d'Ernst Theodor Amadeus Hoffmann. Il apparaît dans les Kreisleriana, ensemble de textes attribués à Kreisler et réunis dans les Fantaisies à la manière de Callot (1813-1815), et dans Le Chat Murr (1822), où Hoffmann lui attribue l'une de ses meilleures œuvres musicales, ses six cantiques pour chœur a cappella, dédiés à la Vierge.
Compositeur à l'humeur changeante et asociale, Kreisler, alter ego d'Hoffmann, est un génie musical dont la créativité est contrecarrée par une sensibilité excessive. Le personnage a inspiré à Robert Schumann les Kreisleriana, huit pièces pour piano, opus 16 (1838), et le premier mouvement de l'hommage à R. Sch. pour clarinette, alto et piano opus 15/d de György Kurtág, « Pirouettes singulières du maître de chapelle Johannès Kreisler » (merkwürdige Pirouetten des Kapellmeisters Johannes Kreisler).